# Hilbertrum
Et Hilbertrum er et matematisk begreb indenfor algebra, der beskriver hvorledes man kan regne med uendelighed. Det er opkaldt efter den tyske matematiker David Hilbert, og er en generalisering af et euklidisk rum på en måde, der udvider de vektoralgebraiske metoder fra det todimensionale plan eller det tredimensionale rum til uendeligtdimensionale rum. Mere formelt er et Hilbertrum et indre produkt-rum – et vektorrum for hvilket der er defineret et indre produkt og dermed også en norm – som derudover er fuldstændigt, hvilket vil sige, at hvis en følge af vektorer går mod en grænseværdi, er det garanteret at grænseværdien også ligger i rummet.
Hilbertrum optræder naturligt og ofte i både matematik, fysik og ingeniørvidenskab; typisk som uendeligtdimensionale funktionsrum – rum hvor elementerne er funktioner. De er uundværlige værktøjer i teorierne om partielle differentialligninger, kvantemekanik og signalbehandling. Opdagelsen af de fælles algebraiske strukturer i disse forskellige områder gav anledning til en større konceptuel forståelse, og de tilknyttede metoders succes var særdeles udbytterigt for funktionalanalysen.
Geometrisk intuition spiller en vigtig rolle i mange aspekter af Hilbertrumteori. Et element i et Hilbertrum er entydigt givet ved dets koordinater med hensyn til en ortonormalbasis, i analogi med kartesiske koordinater i planen. Dette betyder, at Hilbertrummet også med fordel kan betragtes som uendelige følger, der er kvadratisk summable. Lineære operatorer på et Hilbertrum er ligeledes forholdsvis konkrete objekter: I pæne tilfælde er de blot transformationer, der strækker rummet med forskellige faktorer i vinkelrette retninger.